# Przywileje i immunitety dyplomatyczne
Przywileje i immunitety dyplomatyczne – zespół udogodnień i wyłączeń przysługujących członkom misji dyplomatycznej, a zwłaszcza przedstawicielom dyplomatycznym i członkom ich rodzin, pozostającym z nimi we wspólnocie domowej. 
Z reguły mówi się łącznie o „przywilejach i immunitetach”, nie rozdzielając tych pojęć, choć niektórzy są zdania, że przywileje to pewne uprawnienia nieprzysługujące samym obywatelom państwa, w którym akredytowany jest dyplomata (np. prawo do flagi), zaś immunitety to wyłączenia od obowiązujących w danym kraju norm prawnych (np. immunitet jurysdykcyjny).
Przywileje i immunitety dzieli się na: rzeczowe – przysługujące misji dyplomatycznej i osobowe – przysługujące członkom personelu misji.
Do przywilejów i immunitetów rzeczowych zalicza się:
- prawo używania flagi i godła na pomieszczeniach misji dyplomatycznej;
- nietykalność pomieszczeń misji, jej archiwów, dokumentacji i korespondencji urzędowej;
- zwolnienie od podatków i opłat (z wyjątkiem należnych za świadczenie konkretnych usług)[1];
- swobodę porozumiewania się.

Przywileje i immunitety osobowe to:
- prawo używania flagi i godła (tylko w przypadku szefa misji dyplomatycznej na terenie jego rezydencji prywatnej i w środkach transportu);
- nietykalność osobistą, rozciągającą się także na prywatną rezydencję, środki transportu, mienie, dokumenty i korespondencję;
- immunitet jurysdykcyjny, czyli – co do zasady – niepodleganie prawu kraju, w którym jest się akredytowanym;
- zwolnienie od opłat, podatków i ubezpieczeń społecznych (z wyjątkami określonymi przez umowy międzynarodowe)[2];
- zwolnienie od rewizji osobistej i rewizji bagażu.

Kodeks postępowania karnego (1997) w art. 578 i 579 stanowi: 
Nie podlegają orzecznictwu polskich sądów karnych:
1) uwierzytelnieni w Rzeczypospolitej Polskiej szefowie przedstawicielstw dyplomatycznych państw obcych,
2) osoby należące do personelu dyplomatycznego tych przedstawicielstw,
3) osoby należące do personelu administracyjnego i technicznego tych przedstawicielstw,
4) członkowie rodzin osób wymienionych w pkt 1–3, jeżeli pozostają z nimi we wspólnocie domowej,
5) inne osoby korzystające z immunitetów dyplomatycznych na podstawie ustaw, umów lub powszechnie uznanych zwyczajów międzynarodowych.
Art. 579 : § 1. Nie podlegają orzecznictwu polskich sądów karnych w zakresie czynności  pełnionych podczas i w związku z wykonywaniem ich funkcji urzędowych, a na zasadzie wzajemności w pozostałym zakresie: 1) kierownicy urzędów konsularnych i inni urzędnicy konsularni państw obcych, 2) osoby zrównane z nimi na podstawie umów lub powszechnie uznanych zwyczajów międzynarodowych.
§ 2. Kierownik urzędu konsularnego oraz inni urzędnicy konsularni państw obcych podlegają zatrzymaniu lub tymczasowemu aresztowaniu jedynie w razie zarzutu popełnienia zbrodni. O ich zatrzymaniu lub tymczasowym aresztowaniu zawiadamia się niezwłocznie Ministra Spraw Zagranicznych.
§ 3. Poza wypadkiem określonym w § 2 osoby te mogą być pozbawione wolności tylko w wykonaniu prawomocnego wyroku sądu polskiego.
Często w potocznym użyciu (podzielanym przez niektórych spośród tych prawników, którzy nie mają styczności z prawem dyplomatycznym) jest błędne twierdzenie, że przywileje i immunitety osobowe przysługują każdemu posiadaczowi paszportu dyplomatycznego. W rzeczywistości jest inaczej, ponieważ państwa mogą wydawać takie dokumenty także osobom niebędącym członkami misji dyplomatycznych (ani członkami rodzin członków misji dyplomatycznych). W ich przypadku to, czy i jakie przywileje i immunitety dana osoba otrzyma, zależy tylko od uznania państwa ich udzielającego.